# Вотивная корона
Вотивная корона — вид церковной утвари, ювелирное украшение. Особенно известны произведения вестготских мастеров VII в.
Представляет собой богато орнаментированный обруч-корону, который вносился в церковь как жертвенный вклад («по обету» — ex voto). Обычно подвешивались под арками или же над алтарем, таким образом, чтобы крест, свисающий с короны, приходился прямо над распятием, водружённым на престоле.

## Происхождение типа
Существование подобного украшения храма упоминается в Византии. Как считается, вотивные короны вестготов их копируют. Кондаков рассказывает, что в Константинополе вотивные короны подвешивались над престолами. Лазарев отмечает, что в византийском изобразительном искусстве вотивные короны изображались подвешенными не только в интерьерах церквей, но и на деревьях райских садов.

## Сохранившиеся короны

### Испанские
Наиболее прославленные вотивные короны — это находки из клада в Гваррасаре (обнаружен в 1858—1861 гг. близ Толедо). Включал 6 корон, две из которых, более крупные, содержали имена дарителей, корона Реккесвинта (Рецесвинта) и Свинтилы. Они названы в посвятительных надписях, которые создаются подвесками в форме ажурных букв, прикрепленными к нижнему краю корон.
Все находки были выполнены из золота, украшены эмалью и обильно инкрустированы драгоценными камнями — гранатами, агатами, сапфирами, жемчугом и кусками горного хрусталя в т. н. «полихромном стиле».
- Две короны в музее Клюни
- Корона в Мадриде
- Корона Свинтилы

Сегодня они разделены между музеем Клюни (Франция) и в Национальным археологическим музеем в Мадриде:
1. корона Свинтилы была украдена в 1921 г. из Мадрида[4], и сейчас её местонахождение неизвестно. Имела надпись из подвесок «Svintilanvs Rex Offeret»[5].
2. корона Реккесвинта (653—672 гг.) представляет собой широкий золотой обруч с 22 подвесками из драгоценных камней и золотых букв, которые составляют фразу — (R)ECCESVINTUVS REX DEFERET, то есть «Дар короля Реккесвинта». Корона подвешена на 4 золотых цепях, скрепленных сверху замком в форме стилизованного цветка. Из центра крепления спускается длинная цепь, оканчивающаяся массивным золотым крестом, украшенным жемчугом и сапфирами. Была отреставрирована французскими учеными XIX в. с допущениями некоторых вольностей. Национальный археологический музей, Мадрид
3. диадема аббата Феодосия, Мадрид

4-6. прочие три короны находятся в Париже, музей Клюни
Второй испанский клад, который стоит упомянуть, был найден в 1926 г. в Торредонхимено (Torredonjimeno) в Хаэне. Сегодня он разделен между археологическими музеями Кордовы, Барселоны и Мадрида. Он, к сожалению, не содержит какого-либо целого изделия подобного вида, зато в него входят золотые буквы (аналогичные короне Реккесвинта), составляющие посвящение святым Юстиции и Руфине, и кресты, которые тоже подвешивались. Ювелирная школа — кордовская или севильская.
Ещё одна корона находится в музее Каталонии.

### Прочие
- золотая корона Теоделинды, королевы лангобардов, супруги Автариса (584—590), а впоследствии Агилульфа (591—616). Привезена в Париж Наполеоном, впоследствии похищена. В настоящее время известна только по старинным рисункам. (Вероятно, все же была не вотивной, а обыкновенной, несмотря на наличие подвески с крестом.
- золотая корона Агилульфа (591—616) — вотивная, аналогичная коронам в Клюни. Привезена в Париж Наполеоном[7].
- Железная корона Ломбардии (предположительно изначально была вотивной). В некоторых историях также связывается с именами Теоделинды и Агилульфа.

- вотивная корона Мадонны делла Фонтенуова из Монсумамно, близ Пистойи (голланд. ювелир)
- вотивная корона императора Льва VI, Византия, 886—912 гг.[8], Венеция, Сан-Марко
- так называемая  Надьварадская вотивная корона — корона, которая во второй половине XVIII в. была случайно найдена в г. Надьварад (совр. Орадя, Румыния) при рытье колодца и может происходить из захоронения венгерского короля Сигизмунда Люксембурга[9].